# Kyle Chandler
Kyle Martin Fitzgerald Chandler (ur. 17 września 1965 w Buffalo) – amerykański aktor, okazjonalnie także producent filmowy i reżyser. Najlepiej znany z roli ambitnego trenera Erica Taylora w serialu NBC Friday Night Lights.

## Życiorys

### Wczesne lata
Urodził się w Buffalo, w stanie Nowy Jork, jako czwarte dziecko Sally Jeanette (z domu Meyer), hodowcy psów, i Edwarda Chandlera, przedstawiciela handlowego w branży farmaceutycznej. Ma pochodzenie niemieckie, angielskie i irlandzkie. Wychowywał się z trojgiem starszego rodzeństwa – dwoma braćmi i siostrą – w wierze rzymskokatolickiej, chociaż przestał uczęszczać do kościoła po śmierci swojego ojca. Dorastał w podmiejskim Lake Forest w Illinois. Kiedy miał 11 lat, jego rodzina przeprowadziła się do małej farmy w Loganville w stanie Georgia. Matka Chandlera hodowała dogi niemieckie i brała udział w wystawach psów rasowych. Kyle Chandler jako dziecko podróżował wraz z rodzicami na wystawy psów i pomagał w ich hodowli.
W 1979 jako nowicjusz w Walton był członkiem drużyny piłkarskiej. Opuścił zespół w następnym roku, w wieku 14 lat, po tym jak jego ojciec zmarł na atak serca. Po porzuceniu piłki nożnej, brał udział w zajęciach teatralnych w Walton. W 1983 ukończył George Walton Academy w Monroe. W 1988 uczęszczał na wydział teatralny na University of Georgia. Owdowiała matka Chandlera prowadziła firmę Sheenwater Kennels, aby wspierać Chandlera i jego rodzeństwo. Była aktywna w Klubie Doga Niemieckiego w Ameryce (GDCA) jako hodowca, sędzia i zdobywczyni mistrzostw.

### Kariera
W 1988 podpisał kontrakt z American Broadcasting Company. Zadebiutował na szklanym ekranie jako Skinner w dramacie CBS Quiet Victory: The Charlie Wedemeyer Story u boku Michaela Nouri, Petera Berga i Stephena Dorffa. Rok potem znalazł się w obsadzie dwóch dramatów CBS: Unconquered (1989) z Peterem Coyote, Dermotem Mulroneyem i Tess Harper oraz Rodzinne pojednanie (Home Fires Burning, 1989) u boku Billa Pullmana i Neila Patricka Harrisa. W serialu CBS Rok w piekle (Tour of Duty, 1990) wystąpił w roli szeregowego Williama Grinera.
Po występie w melodramacie Barwy zmierzchu (The Color of Evening, 1990) z Ellen Burstyn i Sielska kraina (Pure Country, 1990) z Rorym Calhounem i Lesley Ann Warren, w serialu ABC Homefront (1991–1993) zagrał główną rolę początkującego gracza baseballu Jeffa Metcalfa. W miniserialu ABC – ekranizacji powieści Johna Jakesa Północ-Południe 3 (Heaven & Hell: North & South, Book III, 1994) pojawił się jako Charles Main. Sporą popularność przyniósł mu serial CBS Zdarzyło się jutro (Early Edition, 1996–2000), gdzie grał rolę maklera giełdowego Gary’ego Hobsona, za którą w 1997 otrzymał Nagrodę Saturna w kategorii najlepszy aktor telewizyjny.
Grywał też małe role kinowe w filmach: Super 8 (2011), King Kong (2005) czy Wilk z Wall Street (2013). Jednak najlepiej radził sobie na małym ekranie, zdobywając nominację do nagrody Emmy jako seksowny członek oddziału Dylan Young w serialu Chirurdzy (2006–2007) i jako szkolny trener futbolu amerykańskiego Eric Taylor w serialu NBC Friday Night Lights (2006–2011).

## Życie prywatne
W 1995 poślubił scenarzystkę telewizyjną Katherine Kyl (z domu Macquarrie). Mają dwie córki – Sydney i Sawyer. Lubi gotować i jeździć na motocyklu.

## Filmografia

### filmy fabularne
- 1988: Dusza trenera (Quiet Victory: The Charlie Wedemeyer Story) jako Skinner
- 1989: Rodzinne pojednanie (Home Fires Burning) jako Billy Benefield
- 1989: Unconquered jako chłopiec
- 1992: Sielska kraina (Pure Country) jako Buddy Jackson
- 1994: Barwy zmierzchu (The Color of Evening) jako John
- 1995: Skazaniec (Convict Cowboy) jako Clay Treyton
- 1995: Śpij słodko, kochanie (Sleep, Baby, Sleep) jako Peter Walker
- 1996: Nieugięci (Mulholland Falls) jako kapitan
- 1999: Taniec anioła (Angel’s Dance) jako Tony Greco
- 2003: Pancho Villa we własnej osobie (And Starring Pancho Villa as Himself) jako Raoul Walsh
- 2004: Dziewczyna na Kapitolu (Capital City)
- 2005: King Kong jako Bruce Baxter
- 2007: Królestwo (The Kingdom) jako Francis Manner
- 2008: Dzień, w którym zatrzymała się Ziemia (The Day the Earth Stood Still) jako John Driscoll
- 2010: Morning
- 2011: Super 8 jako zastępca szeryfa Lamb
- 2012: Operacja Argo jako Hamilton Jordan
- 2013: Wilk z Wall Street jako agent Patrick Denham
- 2015: Carol jako Harge Aird
- 2016: Manchester by the Sea jako Joe Chandler
- 2017: Zniknięcie Sidneya Halla jako poszukiwacz
- 2018: Wieczór Gier jako Brooks
- 2018: Pierwszy człowiek jako Deke Slayton
- 2019: Godzilla II: Król potworów jako dr Mark Russel
- 2021: Godzilla vs. Kong (Godzilla vs. Kong) jako dr Mark Russel

### seriale TV
- 1994: Północ-Południe (Heaven & Hell: North & South, Book III) jako Charles Main
- 1996–2000: Zdarzyło się jutro (Early Edition) jako Gary Hobson
- 2006–2007: Chirurdzy jako Dylan Young
- 2008: Bobby kontra wapniaki jako Tucker Mardell (głos)
- 2011–2014: Robot Chicken – głosy
- 2014: Amerykański tata jako trener Keegan (głos)
- 2015–2017: Bloodline jako John Rayburn
- 2016: Family Guy jako trener Doyle (głos)

## Nagrody
- Nagroda Emmy Najlepszy aktor pierwszoplanowy w serialu dramatycznym: 2011 Friday Night Lights